# Greatest Hits, Vol. 1: The Player Years, 1983–1988
Greatest Hits, Vol. 1: The Player Years, 1983–1988 – dwupłytowa kompilacja muzyczna amerykańskiego rapera Too $horta. Ukazała się w sprzedaży 10 listopada 1993 roku.
Kompilacja jest zbiorem utworów, które Too $hort nagrał w latach 1983–1986 i są jednymi z najstarszych nagrań hip-hopowych na zachodnim wybrzeżu Stanów Zjednoczonych.  Na albumie znaleźć możemy materiał z wcześniejszych albumów 
- Don’t Stop Rappin’, Players oraz Raw, Uncut, and X-Rated.

## Lista utworów
Płyta nr. 1
| #   | Tytuł                                |
| --- | ------------------------------------ |
| 1.  | „The Invasion Of Flat Booty Bitches” |
| 2.  | „She's A Bitch”                      |
| 3.  | „The Bitch Sucks Dick”               |
| 4.  | „Blowjob Betty”                      |
| 5.  | „Short Side”                         |
| 6.  | „Playboy Short”                      |
| 7.  | „From Here To New York”              |
| 8.  | „Girl (Cocaine) That's Your Life”    |
| 9.  | „Coke Dealers”                       |
| 10. | „Female Funk”                        |

Płyta nr. 2
| #  | Tytuł                            |
| -- | -------------------------------- |
| 1. | „Oakland, California”            |
| 2. | „Don’t Stop Rappin’”             |
| 3. | „Shortrapp”                      |
| 4. | „Wild, Wild West”                |
| 5. | „Every Time”                     |
| 6. | „Dance (Don't Geek)”             |
| 7. | „Don't Ever Stop" (feat. Mc Jah) |
| 8. | „Players”                        |